# Bildindex der Kunst und Architektur
De Bildindex der Kunst und Architektur is een vrij toegankelijke fotodatabase die anno 2023 ruim 3 miljoen foto's bevat bijna 1,9 miljoen kunstwerken en gebouwen in Duitsland en Europa. De exploitant van deze databank is het Deutsche Dokumentationszentrum für Kunstgeschichte – Bildarchiv Foto Marburg (Duitse Documentatiecentrum voor Kunstgeschiedenis - Beeldarchief Foto Marburg). De databank wordt voortdurend uitgebreid door actieve partners en nieuwe deelnemende instellingen.
Naast de eigen collectie zijn er ook ongeveer een miljoen afbeeldingen van ruim 80 partnerinstellingen online beschikbaar. Tussen 1977 en 2008 werden 1,4 miljoen foto's van 15 verschillende instellingen op microfiche gepubliceerd door het Bildarchiv Foto Marburg  als de Marburger Index – Inventar der Kunst in Deutschland. Digitale reproducties van deze microficheafbeeldingen en nog eens 300.000 afbeeldingen uit de microfichepublicaties over kunst en architectuur in Egypte, Armenië, België, Nederland, Frankrijk, Griekenland, Italië, Oostenrijk, Portugal, Spanje en Zwitserland, evenals een half miljoen digitale kopieën van fotografische afbeeldingen of originele digitale foto's van de partnerinstellingen vormen de basis van de beeldindex.